# M.U. – The Best of Jethro Tull
M.U. – The Best of Jethro Tull är det första ordentliga samlingsalbumet med musikgruppen Jethro Tull, utgivet 1976 av skivbolaget Chrysalis Records. Det tidigare samlingsalbumet, Living in the Past innehåller endast material som inte har varit på något tidigare album, medan detta album endast innehåller en tidigare outgiven låt, "Rainbow Blues". 
"M.U." i album-titeln står för "Musician's Union", vilket förmodligen är en hänvisning till de olika musikerna från olika bandupställningar i bandet som dyker upp i albumet.

## Låtlista
Sida 1
1. "Teacher" – 4:07
2. "Aqualung" (alternativ mix) – 6:34
3. "Thick as a Brick Edit #1" – 3:01
4. "Bungle in the Jungle" – 3:34
5. "Locomotive Breath" (alternativ mix) – 4:23

Sida 2
1. "Fat Man" – 2:50
2. "Living in the Past" – 3:18
3. "A Passion Play Edit #8" ("Overseer Overture") – 3:28
4. "Skating Away (On the Thin Ice of the New Day)" – 4:02
5. "Rainbow Blues" – 3:37
6. "Nothing is Easy" – 4:23